# クリスティアン・ゴンサレス (1976年生のサッカー選手)
クリスティアン・ゲラルド・アルファロ・ゴンサレス（Cristian Gérard Alfaro Gonzáles、1976年8月30日 - ）は、ウルグアイ出身でインドネシアに帰化したサッカー選手。元インドネシア代表。ポジションはFW。
リーガ・インドネシアで4回得点王に輝いたインドネシア有数のストライカーである他方、ウルグアイ時代にはU-20代表でアルバロ・レコバとチームメイトであった。

## クラブ歴
1995年にウルグアイのIAスド・アメリカに加入したものの、28か月の在籍で出場は僅か1試合、無得点という結果であった。そして、フラカン・コリンテスへレンタル移籍し3試合に出場したものの、ここでも得点は奪えなかった。レンタル移籍終了後は再びスド・アメリカに復帰、スターティングメンバーにも名を連ね、12試合に出場し1得点。2000年には契約満了に伴い、自由契約でデポルティーボ・マルドナドに移籍。22試合に出場し1得点であった。
2003年にPSMマカッサルに移籍しインドネシアでのサッカー生活が始まった。初シーズンから27得点を叩き出し、クラブはリーガ・インドネシアを制覇した。その後、プルシタ・タンゲランの競技役員を叩き、2000万ルピアの罰金及び出場停止になった。出場停止が解除されるとプルシク・ケディリに加入、同クラブを2006年にリーガ・インドネシア制覇に導いた。2008年にはスポーツマンシップに反する振る舞いがあったとしてインドネシアサッカー協会から再び出場停止処分を下された。そして、プルシク・ケディリが財政難に陥り、彼は人員整理の対象の一人となったため、移籍先を探す事となった。
2009年1月30日にプルシブ・バンドンが彼の加入及び、インドネシアサッカー協会からの出場停止処分解除を発表。当初はプルシク・ケディリからのレンタル移籍という形での契約であったので、プルシブ・バンドンは毎月6000万ルピアをプルシク・ケディリに支払う事となった。インドネシア・スーパーリーグ初出場となったのはプルシプラ・ジャヤプラ戦で、この試合でスターティングメンバーに名を連ねた彼は初得点も決めて、1-1の引分に試合を持ち込んだ。2008-09シーズンは16試合に出場し14得点、ボアズ・ソロッサと並んでスーパーリーグ得点王に輝いた。その後、プルシク・ケディリとの契約が終り、プルシブ・バンドンに完全移籍。2009-10シーズン前には東ジャヤ州杯に出場した。2009-10シーズンはリーグで18得点。
2011年9月にプルシサム・プトラ・サマリンダに移籍、同クラブとの契約が解除されるとアレマ・インドネシアFCに移籍し、背番号10番をつけるようになった。

## 代表歴
2010年11月3日にインドネシア国籍を取得、それまでの6年間には父親の葬儀があったもののこれを欠席してまでの国籍取得であった。インドネシアでは初めての帰化選手であり、帰化選手としても初めて代表に招集された選手であった。帰化した11月の21日に行われた東ティモール代表との親善試合で代表初出場、この試合で2得点を決めて6-0の大勝に貢献した。その後、2010 AFFスズキカップに出場した。

## 個人
ウルグアイのモンテビデオで生まれた彼は2010年にインドネシアに帰化し、その後イスラム教に改宗した。インドネシア語も話す事が出来、コマーシャルで実際にその姿を目にする事が出来る。
インドネシアサッカー史上有数のストライカーとしても有名である。彼のキック、ヘディング、得点能力、ポジション、視野は非常に長けており、フィジカルも強い選手である。ウルグアイ時代は攻撃的ミッドフィールダーであったが、インドネシアに来てPSMマカッサルでストライカーにコンバートされて才能が開花した。だが彼は気性の荒さでも知られており、度々インドネシアサッカー協会から戒告を受けている。
また、2006年には12億ルピアを稼ぐリーガ・インドネシアの最高年俸選手となった。

## 個人成績
代表での得点一覧
| #   | 日附           | 場所                                               | 対戦相手             | 得点 | 結果 | 大会                                   |
| --- | -------------- | -------------------------------------------------- | -------------------- | ---- | ---- | -------------------------------------- |
| 1.  | 2010年11月21日 | パレンバン・ゲロラ・シュリーヴィジャヤ・スタジアム | 東ティモール         | 3–0  | 6–0  | 親善試合                               |
| 2.  | 2010年11月21日 | パレンバン・ゲロラ・シュリーヴィジャヤ・スタジアム | 東ティモール         | 4–0  | 6–0  | 親善試合                               |
| 3.  | 2010年11月24日 | パレンバン・ゲロラ・シュリーヴィジャヤ・スタジアム | チャイニーズタイペイ | 1–0  | 2–0  | 親善試合                               |
| 4.  | 2010年12月1日  | ジャカルタ・ゲロラ・ブン・カルノ・スタジアム       | マレーシア           | 2–1  | 5–1  | 2010 AFFスズキカップ                   |
| 5.  | 2010年12月16日 | ジャカルタ・ゲロラ・ブン・カルノ・スタジアム       | フィリピン           | 1–0  | 1–0  | 2010 AFFスズキカップ                   |
| 6.  | 2010年12月19日 | ジャカルタ・ゲロラ・ブン・カルノ・スタジアム       | フィリピン           | 1–0  | 1–0  | 2010 AFFスズキカップ                   |
| 7.  | 2011年7月28日  | ジャカルタ・ゲロラ・ブン・カルノ・スタジアム       | トルクメニスタン     | 1–0  | 4–3  | 2014 FIFAワールドカップ・アジア2次予選 |
| 8.  | 2011年7月28日  | ジャカルタ・ゲロラ・ブン・カルノ・スタジアム       | トルクメニスタン     | 2–0  | 4–3  | 2014 FIFAワールドカップ・アジア2次予選 |
| 9.  | 2011年8月22日  | スラカルタ・マナハン・スタジアム                   | パレスチナ           | 2–1  | 4–1  | 親善試合                               |
| 10. | 2011年10月11日 | ジャカルタ・ゲロラ・ブン・カルノ・スタジアム       | カタール             | 1–1  | 2–3  | 2014 FIFAワールドカップ・アジア3次予選 |
| 11. | 2011年10月11日 | ジャカルタ・ゲロラ・ブン・カルノ・スタジアム       | カタール             | 2–2  | 2–3  | 2014 FIFAワールドカップ・アジア3次予選 |
| 12. | 2015年3月30日  | シドアルジョ・デルタ・スタジアム                   | ミャンマー           | 2–0  | 2–1  | 親善試合                               |